# Đại học nghiên cứu
Trường đại học nghiên cứu là một trường đại học cam kết rằng việc nghiên cứu là một phần trung tâm nhiệm vụ của trường. Các trường đại học này có thể là trường công lập hoặc tư thục, và thường có tên uy tín và thương hiệu nổi tiếng. Các khóa học đại học tại nhiều trường đại học nghiên cứu thường mang tính hàn lâm hơn là dạy nghề và có thể không chuẩn bị cho sinh viên cho các ngành nghề đặc biệt, nhưng nhiều nhà tuyển dụng đánh giá cao bằng cấp từ các trường đại học nghiên cứu vì họ dạy các kỹ năng sống cơ bản như tư duy phản biện. Trên toàn cầu, các trường đại học nghiên cứu chủ yếu là các trường đại học công lập, với các ngoại lệ đáng chú ý là Hoa Kỳ và Nhật Bản.
Các tổ chức giáo dục đại học không phải là trường đại học nghiên cứu (hoặc không khao khát chỉ định đó, chẳng hạn như trường cao đẳng nghệ thuật tự do) thay vào đó chú trọng hơn vào hướng dẫn sinh viên hoặc các khía cạnh khác của giáo dục đại học, và các khoa của họ chịu ít áp lực hơn trong việc xuất bản hoặc diệt vong. 
Một trường đại học nghiên cứu cũng có thể kết hợp cả hai chức năng, tổ chức một trường đại học nghệ thuật tự do cho sinh viên đại học trong khi vẫn duy trì sự tập trung cao độ vào nghiên cứu trong các chương trình cấp bằng sau đại học, như thường thấy ở các tổ chức Ivy League của Mỹ.